# Aladár Schöpflin
Aladár Schöpflin  (n. 4 octombrie 1872, Malženice, Trnavský kraj, Slovacia – d. 8 august 1950, Budapesta, Republica Populară Ungară) a fost un critic de artă, istoric literar, scriitor, traducător maghiar.

## Viața
Studiază teologia evanghelică în Pozsony, apoi filosofia la Budapesta. A debutat în cariera literară în anul 1898 la săptămânalul Vasárnapi Újság (Gazeta de Duminică).
Încă din această perioadă, în calitate de reputat critic literar al gazetei elogiază activitatea scriitorilor din noua generație, se numără printre primii, care descoperă importanța artei poetice al lui Endre Ady. A fost unul din criticii de seamă a prestigioasei reviste literare Nyugat (Occident), încă de la debutul revistei. A lucrat și pentru revista intelectualități radicale Huszadik Század (Secolul Douăzeci). Din anul 1909 devine secretarul literar al editurii Franklin Társulat, începând din anul 1941 a fost curatorul celebrei premii literare Baumgarten-díj. A avut o contribuție determinantă în recunoașterea notorietății unor scriitori ca Zsigmond Móricz, Endre Ady și alții. A tradus numeroase opere din literatura engleză, franceză și germană. A fost unul din redactorii lexiconului Magyar Színművészeti Lexikon (Lexiconul maghiar de artă teatrală).

## Premii literare
- Premiul Baumgarten (1929)
- Premiul Kossuth (1949)

## Opere literare
- 1917 Magyar írók (Scriitori maghiari)
- 1921 Mossóczy Pál szép nyara (Furmoasa vară al lui Pál Mossóczy)
- 1921 Piros ruhás nő (Femeia în roșu)
- 1923 Hatvani professzor feltámadása (Scularea din morți a profesorului Hatvani)
- 1925 Írók, könyvek, emlékek (Scriitori, cărți, amintiri)
- 1925 Vége a szép nyárnak (Vara frumoasă se sfârșește)
- 1926 A piros ruhás hölgy (Doamna în roșu)
- 1934 Ady Endre (Endre Ady)
- 1934 Őszi szivárvány (Curcubeu de toamnă)
- 1939 A magyar irodalom története a XX. században (Istoria literaturii maghiare din secolul douăzeci)
- 1941 Mikszáth Kálmán
- 1967 Válogatott tanulmányok (Culegere de studii)